# یوانا بولکا
یوانا بولکا (به رومانیایی: Ioana Bulcă؛ ۷ ژانویهٔ ۱۹۳۶ – ۹ ژوئیهٔ ۲۰۲۵) بازیگر اهل رومانی بود.
از جمله فیلم‌هایی که وی در آن‌ها نقش داشته‌است، می‌توان به امشب در خانه خواهیم رقصید، میهای دلیر، حق‌السکوت، باقی سکوت است و آنگاه همگی را به مرگ محکوم کردم اشاره کرد.